# 嵬名浪遇
嵬名浪遇（？—1073年），西夏党項人，夏景宗的族弟。
嵬名浪遇熟知兵事边务。夏毅宗时嵬名浪遇执掌国政。夏惠宗时嵬名浪遇官至都统军，因为不依附太后梁氏，在1072年七月，被罢官，他的家属被迁徙。他居家教训子孙忠义，口不言兵，1073年十二月嵬名浪遇去世，遗书请皇帝用忠良，不要招惹宋朝，梁氏外戚厌恶，没有上奏惠宗。